# Laurenan
Laurenan (tiếng Breton: Lanreunan) là một xã của tỉnh Côtes-d’Armor, thuộc vùng Bretagne, tây bắc Pháp.

## Dân số
Người dân ở Laurenan được gọi là Laurenanais.